# Glettingur
Glettingur är ett berg i republiken Island. Det ligger i regionen Austurland, 400 km öster om huvudstaden Reykjavík. Toppen på Glettingur är 553 meter över havet.
Trakten runt Glettingur är nära nog obefolkad, med mindre än två invånare per kvadratkilometer. Trakten runt Glettingur består i huvudsak av gräsmarker.